# Crkva sv. Jeronima u Velikom Brdu
Crkva sv. Jeronima u Velikom Brdu, Grad Makarska.

## Opis
Crkva sv. Jeronima smještena je u sredini sela, na kosoj padini ograđena zidom. Orijentirana je sjeveroistok- jugozapad s prilazom i stepeništem s jugozapadne strane. Pravokutnog je tlocrta, s manjom kapelom prigrađenom uz bočno jugozapadno pročelje. Pokrivena je dvostrešnim krovom. Pročelja su žbukana. Glavnim je pročeljem koje je malo povišeno, okrenuta je prema stepeništu. Okvir vrata je obrubljen štapom s jastučastim frizom ukrašenim cvijetom, a završava profiliranim vijencem. Sagrađena je 1745., a obnovljena 1937. god. Sagrađena je u jednostavnim oblicima provincijalnog dalmatinskog baroka, bez naglašenih ukrasa i detalja.

## Zaštita
Pod oznakom Z-4867 zavedena je kao nepokretno kulturno dobro - pojedinačno, pravna statusa zaštićena kulturnog dobra, klasificirano kao "sakralna graditeljska baština".